# Grupa Fortowa „Janówek” Twierdzy Modlin
Grupa Fortowa „Janówek” – jedna z trzech grup fortowych wzniesionych w Twierdzy Modlin w czasie jej rozbudowy w latach 1912–1915.
Grupa powstała dla zamknięcia wschodniego odcinka obrony, skierowanego do wewnątrz obszaru bronionego przez umocnienia Warszawskiego Rejonu Fortecznego.
Grupa Fortowa składa się z następujących elementów:
- Koszar obronnych:  Dzieła D-9;
- Fortu głównego: Fort XVII;
- Fortu zaplecza: starego Fortu IV.

Nowe obiekty grupy nie zostały ukończone. Przed ich opuszczeniem w 1915 roku zostały wysadzone w powietrze.